# Chiyoda (porte-avions)
Pour les articles homonymes, voir Chiyoda (homonymie).
Le Chiyoda (千代 田) était un porte-avions léger de la Marine impériale japonaise pendant la Seconde Guerre mondiale. Initialement construit comme transport d'hydravions de classe Chitose en 1934, il occupe cette fonction lors de la Seconde guerre sino-japonaise et les premiers stades de la guerre du Pacifique jusqu'à sa reconversion en porte-avions léger après la bataille de Midway. Il est coulé pendant la bataille du golfe de Leyte par la puissance de feu américaine.

## Arrière-plan
Les transports d'hydravions de classe Chitose ont été commandés par la marine japonaise dans le cadre du second plan de réarmement japonais de 1934 en tant que navires spécialement conçus, tandis que leurs prédécesseurs faisaient l'objet de diverses modifications à partir de navires commerciaux ou auxiliaires. Au cours des années 1930, la marine japonaise utilisait de plus en plus l'aéronautique navale pour ses escadrons de croiseurs et de destroyers. En raison des restrictions imposées par le traité naval de Washington et le traité naval de Londres, le nombre de porte-avions était strictement réglementé alors que la limitation des transports d'hydravions ne leur fut pas imposée.

## Conception

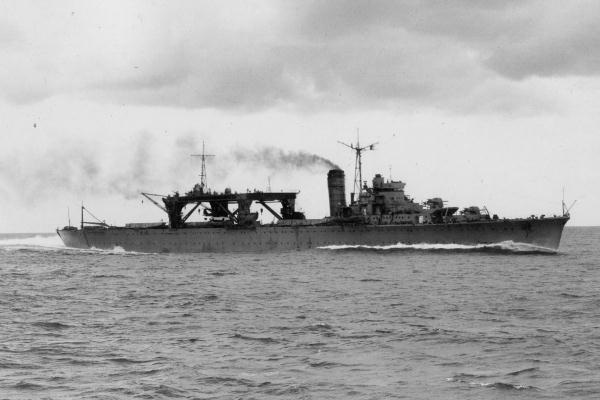
Le Chiyoda en tant que transport d'hydravions, en 1938.

Construit à l'arsenal naval de Kure, il déplaçait 12 550 tonnes à pleine charge, et pouvait transporter 24 hydravions, dans deux hangars distincts. Les appareils étaient soulevés sur le pont par une grue. Quatre catapultes orientables, deux sur chaque bord le long de la coque au centre du pont, les lançaient. Pour les déplacer, un réseau de rails métalliques était installé sur le pont. Il transportait des hydravions à flotteurs Kawanishi E7K Type 94 Alf et des Nakajima E8N Type 95 Dave. Son armement comprenait 4 canons de 12,7 cm/40 Type 89, tous deux positionnés dans l'axe et sur l'avant du navire, et 12 canons de 25 mm Type 96.
L'appareil moteur avait la particularité d'être mixte. Il y avait deux groupes de turbines pour les hélices extérieures et deux autres pour les hélices intérieures. La machine à vapeur était installée en avant des moteurs diesels, et les chaudières évacuaient leurs gaz brûlés par la cheminée principale, qui sortait de la coque au centre du navire. Au contraire, les deux diesels évacuaient leurs gaz par les deux piliers arrière qui servaient aussi de cheminée. Leur puissance respective était de 44 000 chevaux pour les turbines et 12 800 chevaux pour les diesels. La vitesse atteinte était de 28,9 nœuds.

### Reconstruction
Après la bataille de Midway en juin 1942 et la perte de plusieurs porte-avions, il devenait impératif de trouver d'urgence d'autres porte-avions, en transformant des unités déjà construites afin de gagner du temps. Le Chiyoda fit partie de ces unités. Les travaux de transformation commencèrent en décembre 1942.
L'appareil moteur d'origine fut conservé. Seul le mode d'évacuation des fumées, en l'occurrence les cheminées, fut modifié. Les chaudières avait une cheminée principale au centre du navire. Les diesels avaient une deuxième cheminée, plus petite que la première, positionnée plus en arrière, pratiquement au niveau de l'ascenseur arrière. Toutes les deux se situaient du côté droit du navire, et étaient inclinées vers la mer. Il reçoit un pont d'envol de 180 × 23 mètres, sans îlot et avec les cheminées sortant sur le côté droit. Les ascenseurs étaient au nombre de deux, assez rapprochés du centre, comme sur le Shōhō. La structure du pont d'envol, plaquée sur une coque déjà construite, était soutenue par des montants à l'avant et à l'arrière, se prolongeant nettement des deux côtés au-delà des limites de la superstructure centrale. La passerelle de navigation est placée à la proue du navire et sous le pont d'envol, comme sur le Ryūjō ou la classe Zuihō. Aucune catapulte n'est installée. Le nombre d'avions transportés était de 30, exclusivement des chasseurs A6M et des bombardiers-torpilleurs B5M et B6M. Leur pont trop court ne leur permit jamais d'être dotés de bombardiers en piqué.

## Historique

### Comme transport d'hydravions
Sa quille fut posée le 14 décembre 1936, il fut lancé le 19 novembre 1937 et mis en service le 15 décembre 1938. Affecté directement dans la Flotte combinée du capitaine Tomeo Kaku, il est envoyé en soutien pendant la guerre sino-japonaise, jumelé avec le Kamoi. Jusqu'en 1940, il est engagé dans des opérations de combat en Chine. Le 23 mai 1940, il subit sa première modification majeure à l'Arsenal naval de Kure pour pouvoir transporter des sous-marins de classe Kō-hyōteki Type A, destinés à des opérations de sabotages ou des attaques discrètes. Le hangar à sous-marins fut installé tout à fait à l'arrière, derrière le hangar à hydravions restant. Le nombre d'hydravions transportés fut alors limité à 12. L'agencement des grues et des catapultes demeura inchangé.
Cette reconstruction s’achève le 23 juin, puis il est affecté à partir de septembre dans la 4e Flotte basée aux îles Truk. En août, Kaku Harada prend le commandement. Le Chiyoda arrive ensuite à Yokohama pour participer à une parade navale organisée le 11 octobre pour célébrer le 2600e anniversaire de la fondation mythique de l'empire. De nouveau réaffecté à la flotte combinée, il débute des exercices de formation de ses sous-marins midget, développant des tactiques d'attaque pour pénétrer les bases navales ennemies. Au moment de l'attaque de Pearl Harbor, le Chiyoda est amarré à Kure où il continue sa formation jusqu'au 20 mars 1942, date à laquelle il est affecté à la 6e Flotte du vice-amiral Teruhisa Komatsu, avec les ravitailleurs de sous-marins Nisshin et Aikoku Maru.
Pendant la bataille de Midway, le Chiyoda fait partie du corps principal de la flotte japonaise. Sa mission consistait à transporter 8 sous-marins de classe Kō-hyōteki jusqu'à Kure, base d'hydravions servant pour les opérations contre les îles Midway. Mais, en raison des lourdes pertes de l'aviation lors de la bataille, sa mission est abandonnée et le Chiyoda retourne à Hashirajima avec sa cargaison le 14 juin, n'ayant vu aucun combat.
Au cours du mois de juin, le Chiyoda quitte le district naval de Yokosuka le 28 juin et est envoyé en opération dans les eaux nordiques, arrivant à Kiska, dans les îles Aléoutiennes, alors occupé par les Japonais. Y arrivant le 5 juillet, le navire débarque une équipe de construction pour y baser un futur site militaire d'hydravions. Le même jour, le groupe est attaqué par des avions de la 11e Air Force de l'United States Army Air Forces, ne provoquant aucun dommage. Le navire revient à Hashirajima le 19 juillet.
Le 25 septembre, le Chiyoda est réaffecté à Guadalcanal, dans les Salomon, où il livre huit sous-marins Kō-hyōteki à Shortland Island le 14 octobre. Au cours de sa mission, il est attaqué par l'aviation alliée le 29 octobre et le 31 octobre ainsi que par trois torpilles tirées par l'USS Grayling (en), qui le manquent. Il retourne ensuite à Yokosuka le 8 janvier 1943.

### Reconversion
Sa conversion en porte-avions léger débute au district naval de Yokosuka le 16 janvier, finissant le 21 décembre 1943.

Après sa reconversion, le Chiyoda est affecté à la 3e Flotte. Il quitte Yokosuka pour Saipan, transitant à Guam, Palaos, Balikpapan et Davao le 1er mars, envoyant des renforts à la suite du débarquement américain à Kwajalein. Le 10 avril 1944, il revient à Kure. Le 11 mai, il reprend la mer pour Tawi-Tawi avec l'Air Group 653, dans le cadre de l'opération A-Go. Il était accompagné par les porte-avions d'escorte Chitose, Zuihō, Jun'yō, Hiyō, Ryūhō et par le cuirassé Musashi. Pendant la bataille de la mer des Philippines, le 19 juin, il fait partie de la Van Force en compagnie du Chitose, Zuihō, des navires de guerre Yamato, Musashi, Kongō, Haruna et les croiseurs Atago, Takao, Maya et Chōkai. Le 20 juin, il est touché par une bombe sur son pont d'envol arrière, tuant 20 membres d'équipage, en blessant 30 autres et détruisant deux avions. Le 22 juin, il prend la route vers Kure, les réparations dureront jusqu'à la fin du mois de juillet.

### Bataille finale
Le 20 octobre 1944, le Chiyoda fait partie du « Corps Principal » de l'Amiral Jisaburō Ozawa quittant Ōita, comprenant le Zuikaku, trois porte-avions légers (dont le Chiyoda), deux cuirassés hybrides de porte-avions ne portant pas d'avions, trois croiseurs légers et dix destroyers. Cette action visait à attirer la flotte américaine le plus loin possible du détroit de San-Bernardino, qu'allait emprunter la Force du vice-amiral Takeo Kurita, pour déboucher en mer des Philippines. Le 25 octobre, le Chiyoda et le Chitose sont coulés par près de 180 appareils de la première vague américaine lors de la bataille du cap Engaño.
Le Chiyoda a été paralysé par quatre bombes larguées des bombardiers-torpilleurs de l'USS Franklin et de l'USS Lexington. Malgré un test de remorquage du cuirassé Hyūga, celui-ci est interrompu par une troisième attaque. Le croiseur Isuzu est quant à lui chargé de secourir l'équipage, opération qu'il abandonna rapidement en raison du danger croissant d'attaques aériennes et de surface. Après trois tentatives, l'Isuzu abandonne le navire engagé sous le feu américain. Le coup de grâce est porté par quatre croiseurs, l'USS Santa Fe, l'USS Mobile, l'USS Wichita, l'USS New Orleans, et par neuf destroyers, sous le commandement du Rear admiral Laurence DuBose. Aucun survivant n'ayant été autorisé à être sauvé, le capitaine Jō Eiichirō et la totalité des 1 470 officiers et hommes d'équipage coulent avec le navire vers 16 h 30 à la position géographique 18° 37′ N, 126° 45′ E
. Le Chiyoda est radié des registres de la marine le 20 décembre 1944.